# Велика вештачка река
Велика вештачка река је вештачки водоток ког су изградили људи у Либији. То је огромна мрежа подземних цевовода и аквадукта која доноси квалитетну питку воду из древних издана подземне воде у Сахари до либијске обале за домаћу употребу, пољопривреду и индустрију. Велика вештачка река је описана као највећи пројекат наводњавања у свету. Либијска влада поносно га је прогласила као „Осмо светско чудо”.

## Историја градње
Оригинално је пројекат цевовода за Велику вештачку реку замишљен у неколико фаза и са неолико кракова.
Вода је први пут откривена у области Курфа у југоисточној Либијској пустињи 1950-их током истражног бушења нафте. Накнадне анализе показале су да је овај налаз део нубијског система издана, огромног резервоара фосилне воде која егзистира негде од 10.000 до 1.000.000 година. Ова вода се пробила до пешчара пре краја последњег леденог доба, када је Сахара имала умерену климу. У почетку је либијска влада планирала да успостави велике пољопривредне пројекте у пустињи где је пронађена вода, али су планови промењени почетком 1980-их и припремљени су пројекти за огромну мрежу цевовода до обале.
Године 1983. влада Либије доделила је уговор за изградњу првог крака познатог као Фаза 1. Стотине бунара за воду су избушена на два поља, Тазирбу и Сариру, вода са оба поља је пумпана подземним путем двоструким цевоводом до резервоара у Аџдабију, који је прву воду добио 1989. године. Одатле је вода довођена у два правца, западно од приморског града Сирт и северно до Бенгазија. Фаза 1 може да транспортује 2.000.000 m³ воде дневно.
Фаза 2 која се налази у западној Либији, почела је да снабдева главни град Либије, Триполи, питком водом 1996. године. Фаза 2 црпи воду из три бунара у Фезану која се дуплим цевоводом дугим 1600 km прво води до Мисурате и Хомса, а затим другим краком до Триполија. Фаза 2 може да транспортује 2.500.000 m³ воде дневно.
Фаза 3 је завршена 2009. године, подељена је на два дела и додато је укпно 1.200 km цевовода. Први део служио је као проширење Фазе 1 и додато је 700 km нових цевовода и пумпних станица како би се повећао укупан дневни капацитет снабдевања постојећих система. Дриги део се састојао од цевовода за снабдевање Тобрука на источној обали из постојеће акумулације у Ајдабији или директно из бунара у оази Џагбуб.
Пројекат такође обухвата две додатне фазе (Фаза 4 и Фаза 5), које укључују проширење система Фазе 1 ка југу до Ал Куфре, цевовод од бунара у близини Гадамеса у западној пустињи до приморских градова Завија и Зуара. Укупни капацитет Велике вештачке реке са свим изграђеним фазама требао је износити око 6.500.000 m³ воде дневно, а комплетна мрежа имала би око 4.000 km цевовода.
Дана 22. јула 2011. године, током Првог либијског рата и стране војне интервенције, једна од две фабрике за производњу цеви за пројекат, фабрика Брега погођена је ваздушним ударом НАТО-а.
Током Другог грађанског рата у Либији од 2014. до 2020. године, водоводна инфраструктура је претрпела занемаривање и повремене кварове. Од јула 2019. године, 101 од 479 бунара на систему западног цевовода је демонтирано.
Дана 10. априла 2020. године, станица која контролише проток воде у Триполи у суседне градове је била заузела непозната наоружана група. Проток воде је због тога смањен на преко 2.000.000 људи.

## Временска линија
- 3. октобар 1983: Општи народни конгрес одржао је ванредну седницу на којој је одлучено да ће Основни народни конгрес финансирати и извршити пројекат Велике вештачке реке.
- 28. август 1984: Моамер Гадафи положио камен темељац за почетак изградње пројекта Велике вештачке реке.
- 28. август 1986: Моамер Гадафи је отворио фабрику Брега за производњу преднапрегнутих бетонских цилиндарских цеви, које се сматрају највећим цевима од пренапрегнуте челичне жице. Том приликом је свечано отворена и фабрика Сарир.
- 26. август 1989. године: Моамер Гадафи је положио камен темељац за другу фазу пројекта Велике вештачке реке.

### Први долазак воде
- 11. септембар 1989. године: до акумулације Аџдабија
- 28. септембар 1989. године: до резервоара Гранд Омар Муктар
- 4. септембар 1991. године: до резервоара Гардабија
- 28. август 1996. године: до Триполија
- 28. септембар 2007: до Гарјана